# Crataegus prona
Crataegus prona — вид квіткових рослин із родини трояндових (Rosaceae).

## Біоморфологічна характеристика
Це дерево чи кущ 60 дм заввишки. Молоді гілочки червонувато-зелені, голі, 1-річні червонувато-коричневі, іноді дуже темні, старші середньо-сірі; колючки на гілочках вигнуті, 2-річні темно-чорнувато-червоні, ± блискучі, ± тонкі, 3–5 см. Листки: ніжки листків 2–4 см, голі, не залозисті чи рідко залозисті; пластини від дельтоподібно-яйцюватої до яйцюватої форми, 4–7 см, основа від широко заокругленої до ± клиноподібної, часток 3–5 з боків, верхівки часток гострі, краї сильно пилчасті, верхівка від гострої до загостреної, поверхні голі, за винятком адаксіальних (верх) притиснено-волосистих молодих. Суцвіття 5–12-квіткові. Квітки 16–18 мм у діаметрі; гіпантій голий; чашолистки вузько-трикутні, 5–6 мм; тичинок 6–10; пиляки від червоних до пурпурних. Яблука від червонувато-помаранчевих до яскраво-червоних, від майже кулястих до довгастих, 8–11 мм у діаметрі. Період цвітіння: травень; період плодоношення: вересень і жовтень.

## Ареал
Зростає на південному сході США (Індіана, Мічиган, Нью-Йорк, Огайо, Пенсильванія, Вісконсин, Західна Вірджинія) та в Онтаріо, Канада.
Населяє чагарники; висота зростання: 100–300 метрів.